# Kevin Kenney
Kevin Thomas Kenney (ur. 29 grudnia 1959 w Minneapolis) – amerykański duchowny katolicki, biskup pomocniczy Saint Paul i Minneapolis od 2024. 

## Życiorys
Święcenia kapłańskie otrzymał 28 maja 1994 i został inkardynowany do archidiecezji Saint Paul i Minneapolis. Przez cztery lata pracował jako wikariusz w parafii św. Olafa w Minneapolis, a następnie kierował parafiami: Królowej Pokoju w Minneapolis (1998–2004), MB z Guadalupe w Saint Paul (2004–2015), św. Michała w Kenyon oraz Miłosierdzia Bożego w Faribault (2015–2019). W 2019 powrócił do parafii św. Olafa jako proboszcz.
25 lipca 2024 papież Franciszek mianował go biskupem pomocniczym diecezji Saint Paul i Minneapolis ze stolicą tytularną Chunavia. Sakry udzielił mu 28 października 2024 metropolita Saint Paul i Minneapolis, arcybiskup Bernard Hebda.  